# 裸體、綠葉和半身像
《裸體、綠葉和半身像》（法語：Nu au Plateau de Sculpteur）是巴勃羅·畢卡索於1932年所畫的一幅油畫，主題是其情婦瑪麗-德雷莎·華特（Marie-Thérèse Walter）。此幅油畫是由洛杉磯的錫德尼·布羅迪（Sidney Brody）及弗朗西斯·布魯迪（Frances Brody）夫婦自1950年代起一直收藏，自他們收藏這幅畫作後，僅於1961年作其唯一一次的公開展覽。

## 拍賣
2010年5月4日，此幅畫作於紐約佳士得出售。這幅畫是洛杉磯慈善家弗朗西斯的其中一幅收藏作品，弗朗西斯於2009年11月去世。在與以倫敦為總部的蘇富比競爭中，佳士得獲得這批收藏的拍賣權。全部收藏價值估計超過150,000,000美元，而原本預期《裸體、綠葉和半身像》在拍賣中可為卖家賺取80,000,000美元。
超過六個人出價競投，而成功投得此畫的買家透過電話出價95,000,000美元。連同買家佣金（buyer's premium），此畫的售價達到106,500,000美元。不計通脹，《裸體、綠葉和半身像》打破了賈克梅蒂的《行走的人I》（L'Homme qui marche I）於2010年2月拍賣的紀錄，該作品的成交價為104,300,000美元。 現在仍然是世界最昂贵画作之一。

## 資料來源
1. ↑  . Bloomberg.   [5 May 2010]. （原始内容存档于2010-05-06）.
2. ↑  . BBC.   [5 May 2010]. （原始内容存档于2010-05-07）.
3. ↑  . New York Times.   [5 May 2010]. （原始内容存档于2010-03-15）.
4. ↑  . BBC.   [3 February 2010]. （原始内容存档于2019-12-11）.
5. ↑  . New York Times.   [5 May 2010]. （原始内容存档于2010年5月7日）.
6. ↑  . New York Times.   [5 May 2010]. （原始内容存档于2010-07-09）.

## 外部連結
- Nu au plateau de sculpteur (Artwork Details - On-line Picasso Project)[永久]
- BBC 中文网 - 英國動態 - 畢加索名畫刷新藝術品拍賣最昂貴記錄（页面存档备份，存于）
- 畢加索情婦裸體畫史上最貴 - Yahoo! 新聞（页面存档备份，存于）